# Scytalopus panamensis
Scytalopus panamensis е вид птица от семейство Rhinocryptidae. Видът е световно застрашен, със статут Уязвим.

## Разпространение
Видът е разпространен в Колумбия и Панама.